# Pablo Juan Calvo Liste
Pablo Juan Calvo Liste, né le 17 février 1965, est un homme politique espagnol membre de Vox.

## Biographie
Lors des élections générales anticipées du 10 novembre 2019, il est élu au Congrès des députés pour la XIVe législature.